# Gela Ketashvili
Gela Georgiyevich Ketashvili - em georgiano, გელა გიორგის ძე კეტაშვილი e, em russo, Гела Георгиевич Кеташвили (Tbilisi, 27 de setembro de 1965) é um ex-futebolista profissional georgiano, campeão olímpico.

## Carreira

### Clubes
Em sua carreira de atleta, que durou 12 anos, atuava como defensor. Despontou para o futebol enquanto atuava pelo Torpedo Kutaisi, onde jogou por um ano.
Em 1984, assinou com o Dínamo de Tbilisi, onde se destacaria nas seis temporadas com o time, sendo inclusive nomeado capitão com apenas 24 anos, em 1989. Nesse período, vestiu a camisa do Dínamo em 137 partidas, marcando quatro gols.
Saiu do Dínamo em 1990, com a Geórgia já independente, para defender o Guria Lanchkhuti, mas uma lesão no menisco, aliada a um acidente de carro, atrapalhou a temporada de K'et'ashvili, que chegou a passar quatro meses fazendo testes no Dínamo Makhachkhala, mas problemas de contrato inviabilizaram sua contratação pelo clube russo.
Sem jogar em 1993, assinou um contrato curto com o Tetri Artsivi para as últimas rodadas do Campeonato Georgiano 1993-94. De volta ao Dínamo de Tbilisi em 1995, jogaria mais três partidas antes de se despedir dos gramados, aos 30 anos.

### Seleção
Entre 1986 e 1988, K'et'ashvili defendeu a Seleção da URSS. Esquecido por Valeriy Lobanovskiy para as Copas de 1986 e 1990 (última como URSS) e para a Eurocopa de 1988, o defensor atuou em apenas um torneio: as Olimpíadas de 1988, realizadas em Seul.
A medalha de ouro nos Jogos Olímpicos foi sua única conquista com a URSS, desintegrada em dezembro de 1991. Um ano antes, a Geórgia, país natal de K'et'ashvili, declarara independência, e ele disputaria sua única partida com a recém-criada Seleção nacional neste ano.